# 따끔 (에이프릴의 노래)
《따끔》은 대한민국의 걸 그룹 에이프릴의 노래이다.
4월 4일, 에이프릴의 리얼리티 《에IF릴》의 엔딩곡으로  최초로 공개하였다.